# Unicharm
La compañía Unicharm (ユニ・チャーム Yuni-chāmu?) es una sociedad anónima que fabrica y comercializa artículos de higiene personal y de mascotas. Su denominación oficial en japonés es Unicharm K.K. (ユニ・チャーム株式会社 Yuni-chāmu Kabushikigaisha?), y en inglés es Unicharm Corp.

## Características
Es líder en Japón en varios productos de higiene personal (tampones, toallas femeninas, pañales descartables). También está presente en varios países de Asia, en donde la producción está a cargo de empresas controladas.
Los productos para bebé están atravesando un período de estancamiento, pero los pañales para adultos y artículos para mascotas muestran un crecimiento sostenido. En julio de 2006, adquiere la división de higiene femenina de Shiseido; también se cree que busca asociarse en forma estratégica con Shiseido en otras áreas.
Sus ventas en el período que finalizó en marzo de 2006 indican que del valor total de ventas correspondieron a:
- División Higiene y Cuidado del Bebé: 40,4%
- División Higiene y Cuidado Femenino: 22%
- División Mascotas: 11,3 %
- Otros: 26,3%

La denominación anterior fue Industrias Químicas Taisei (大成化工 Taisei Kakō?), que surge como una empresa de materiales para la construcción. En el 2002 abandonó por completo esta actividad.
Es conocida por haber construido la Torre Dorada (ゴールドタワー Gōrudo-tawā?) durante la Burbuja Económica que experimientó Japón, pero en septiembre de 2001 se desligó por completo de su administración.
Aunque Unicharm comenzó a vender panales para bebes en 1981 y las de los adultos en 1987, a partir de 2012 las ventas de sus panales para adultos había superado ligeramente los de los bebes.

## Domicilios

### Legal
〒799-0111

Kinseichō Shimobun 182, Shikokuchūō-shi, Ehime-ken

### Comercial
〒108-8575

Mita 3-5-27, Minato-ku, Tōkyō-to
Teléfono: 03-3451-5111